# Divisies van Gambia
Gambia is verdeeld in vijf divisies en een onafhankelijke stad, de hoofdstad Banjul. Banjul en Central River zijn verder verdeeld in twee local government areas (LGA). De overige divisies zijn gelijk aan één LGA. De divisies zijn verder verdeeld in 37 districten.
| Divisie       | Hoofdstad      | Opp. (km²) | Inw. (2003) | Kaart               |
| ------------- | -------------- | ---------- | ----------- | ------------------- |
| Lower River   | Mansa Konko    | 1618       | 72.546      | Divisies van Gambia |
| Central River | Janjanbureh    | 2895       | 185.897     | Divisies van Gambia |
| North Bank    | Kerewan        | 2256       | 172.806     | Divisies van Gambia |
| Upper River   | Basse Santa Su | 2070       | 183.033     | Divisies van Gambia |
| Western       | Brikama        | 1764       | 322.987     | Divisies van Gambia |
| Stad          | Stad           | Opp. (km²) | Inw. (2003) | Divisies van Gambia |
| Banjul        | Banjul         | 88         | 357.238     | Divisies van Gambia |